# Dao Lang
Dao Lang (刀郎, pinyin : Dāo Láng), généralement translittéré en Doran, de son vrai nom : Luó Lín (罗林)  est un chanteur chinois né dans le Xian de Zizhong, province du Sichuan en 1971. Vivant dans la région autonome ouïghour du Xinjiang, il était très influencé par la musique de la région.
Reconnaissable à sa voix légèrement enrouée, il interprète des musiques populaires accompagnés d'instruments traditionnels du Xinjiang, parfois sous influence mongole avec du Morin khuur.
Yún Duǒ (云朵), également originaire du Sichuan, est sa disciple et elle a interprété avec lui la chanson 《爱是你我》(ài shì nǐ wǒ, L'amour est toi et moi).

## Disques
- novembre 2003《西域情歌》
- 15 janvier 2004《2002年的第一场雪》
- 7 août 2004《北方的天空下》（新歌＋精选）
- 29 décembre 2004《喀什葛尔胡杨》(album)
- 19 avril 2006《披着羊皮的狼》(album)
- 24 avril 2006《谢谢你》 (新歌+精选)
- 21 septembre 2006《刀郎Ⅲ》(album)
- 26 juin 2007《与郎共舞 REMIX》
- 13 mars 2008《红色经典》(album)
- 5 septembre 2011《刀郎2011》

## Chansons à succès
1. 情人
2. 冲动的惩罚
3. 2002年的第一场雪
4. 手心里的温柔
5. 爱是你我, (L'amour est toi et moi) chanté avec Yún Duǒ (云朵).
6. 喀什噶尔胡杨
7. 披着羊皮的狼
8. 谢谢你
9. 敖包相会
10. 西海情歌
11. 永远的兄弟
12. 黄玫瑰
13. 西海情歌
14. 圆满
15. 流浪生死的孩子
16. 你们一定要幸福